# Inferno (film, 2013)
Pour plus de détails, voir Fiche technique et Distribution.
Inferno (逃出生天, Tao chu sheng tian) est un film catastrophe sino-hongkongais co-produit et réalisé par les frères Pang et sorti en 2013 à Hong Kong. Il raconte l'histoire d'un incendie ravageant un gratte-ciel dans le sud de la Chine et de la mission de sauvetage des pompiers,,.
Doté d'un budget de 19 millions US$, il totalise 24 109 886 US$ de recettes au box-office.

## Synopsis
Deux frères pompiers de Canton, Tai-kwan (Lau Ching-wan) et Keung (Louis Koo), ne se parlent plus depuis les funérailles de leur père il y a quatre ans. Keung, maintenant à la retraite, dirige une entreprise de systèmes de protection contre les incendies et organise une fête pour l'ouverture du bureau de son entreprise. Pendant ce temps, l'épouse de Tai-kwan, Si-lok (Angelica Lee), a rendez-vous chez le gynécologue. L'entreprise et le médecin sont dans le même bâtiment. Un incendie se déclare au sous-sol et monte d'étage en étage. Tai-kwan, qui avait remis sa lettre de démission avant le début de l'incendie, envoie son unité pour combattre l'incendie. Keung retrouve Si-lok et lutte pour la sauver.

## Fiche technique
- Titre original : 逃出生天
- Titre français : Inferno
- Titre international : Out of Inferno
- Réalisation : Frères Pang
- Scénario : Szeto Kam-Yuen (en)
- Photographie : Anthony Pun
- Montage : Curran Pang
- Musique : Peter Kam et Wong Kin-wai
- Production : Daniel Lam et les frères Pang
- Société de production : Universe Entertainment, Sun Entertainment Culture, Bona Film Group, Golala Investment et Enable Film Production
- Société de distribution : Universe Film Distribution
- Pays d'origine :  Hong Kong et  Chine
- Langue originale : cantonais[6] et mandarin[6]
- Format : couleur
- Genre : catastrophe
- Durée : 107 minutes
- Dates de sortie :
  -  Chine : 30 septembre 2013
  -  Hong Kong,  Malaisie et  Singapour : 3 octobre 2013
  -  Taïwan : 18 octobre 2013
  -  Japon : 21 juin 2014

## Distribution
- Sean Lau : Tai-kwan
- Louis Koo : Keung
- Chen Sicheng : Lee Kin-lok
- Angelica Lee : Si-lok
- Marc Ma (en) : Ho, l'employé de la bijouterie
- Jin Qiaoqiao (en) : Mei-mei
- Crystal Lee : Lam-lam
- Zang Jinsheng : Ko Sing, le chef des garde de sécurité
- Cheung Siu-fai : Shun, le mari de May May
- Joe Ma (en) : Lau Ting, les chef des pompiers
- Natalie Tong (en) : Ping-ping, la fiancée de Keung
- Hui Shiu-hung : Boss Suen, le propriétaire de la bijouterie
- Tian Zhenwei : Dong, l'employé de la bijouterie
- Terence Siufay (en) : Bo-keung, un garde de sécurité
- Jackie Xu : Mandy, l'assistante de Keung